# Пестовский район
Песто́вский райо́н — административно-территориальная единица (район) и муниципальное образование (муниципальный район) в составе Новгородской области Российской Федерации.
Административный центр — город Пестово.

## География
Площадь территории — 2 110,44 км².
Район расположен на востоке Новгородской области.
Граничит с Мошенским и Хвойнинским районами Новгородской области; с Вологодской и Тверской областями.
Основные реки — Молога и её притоки, Волдомица, Семытинка, Меглинка, Китьма , Кирва, Кать.
Озера: Меглино, Чёрное, Белое, Соминец, Щегрино, Гусевское (Рыдоложь), Луко, Минькинское, Столбское, Павловское, Пиявочное, Нивское, Дедковское, Мелестовское, Красовское, Лукинское.

## История
Территория, на которой ныне расположен район, в летописях и других письменных источниках называлось Железным Полем и входила в состав Бежецкой пятины Новгородской земли. Затем в составе Угличского удела Московского государства, а с 1563 по 1685 год в составе Угличского уезда. В 1685 году было предписано выделить из Угличского Устюжна-Железопольский уезд, который просуществовал до 1927 года в составе Новгородской губернии (с 1727 года по 1918 год). По ходатайству северных уездов Новгородской губернии 10-13 мая 1918 года Демократический съезд Советов из Тихвинского, Устюженского, Череповецкого, Кирилловского и Белозерского уездов была образована Череповецкая губерния, которая в 1927 году была упразднена и вошла в Ленинградскую область. Тогда же в августе 1927 года в Череповецком округе Ленинградской области из части бывшей территории Устюженского уезда был образован Пестовский район. В состав района вошли следующие сельсоветы: Авдейковский, Беззубцевский, Богословский, Борковский, Брякуновский, Быковский, Васильковский, Воробьёвский, Воскресенский, Горский, Гусевский, Гуськовский, Драчевский, Ельничский, Жарковский, Иваниковский, Кадницкий, Климовский, Княжевский, Карельско-Пестовский, Коровинский, Креницкий, Ладожский, Медведевский, Мелествовский, Мировский, Муравьёвский, Мясниковский, Нивский, Осиповский, Охонский, Пальцевский, Поповский, Почугинский, Приданихский, Раменский, Репшино-Горский, Русско-Пестовский, Старосихинский, Стиньховский, Столбский, Тарасовский, Тимофеевский, Уломский, Угомоновский, Усть-Кировский, Устьянский, Устюцкий, Федовский и Финьковский.
19 сентября 1927 года был образован рабочий посёлок Пестово.
В ноябре 1928 года были упразднены Авдейковский, Брякуновский, Васильковский, Воробьёвский, Драчевский, Кадницкий, Карело-Пестовский), Креницкий, Ладожский, Медведевский, Мелествовский, Муравьёвский, Мясниковский, Приданихский, Репшино-Горский, Старосихинский, Стиньховский, Столбский, Угомоновский, Устьянский и Финьковский с/с. Борковский и Пальцевский с/с были объединены в Барсанихский с/с; Иваниковский, Княжевский, Мировский (частично) и Раменский — в Ёлкинский; Жарковский и Нивский — в Лаптевский; Мировский (частично), Поповский, Русско-Пестовский и Тимофеевский — в Пестовский. Горский с/с был переименован в Сорокинский.
12 сентября 1930 года из Михайловского района Бежецкого округа Московской области в Пестовский район был передан Семытинский с/с.
23 июля 1930 года ЦИК и СНК СССР в соответствии с постановлением ЦК ВКП(б) издали постановление «О ликвидации округов». Череповецкий округ был упразднён и район стал непосредственно входить в Ленинградскую область.
20 февраля 1937 года из Мошенского района в Пестовский был передан Чернянский с/с.
Указом Президиума ВС СССР от 5 июля 1944 года была образована самостоятельная Новгородская область и Пестовский район вошёл в её состав.
8 июня 1954 года были упразднены Гусевский, Ельнический, Уломский, Чернянский и Федовский с/с.
18 сентября 1958 года были образованы Погореловский и Уломский с/с.
28 декабря 1960 года был упразднён Климовский с/с. 17 августа 1961 года упразднён Уломский с/с.
В связи с реорганизацией советских органов в краях и областях на промышленные и сельские, указами Президиума ВС РСФСР от 26 декабря 1962 года и от 1 февраля 1963 года в апреле 1963 года был образован Пестовский сельский район. В него вошли упразднённые Дрегельский, Пестовский и Хвойнинский районы, а рабочий посёлок Пестово вошёл в состав Хвойнинского промышленного района. Указом Президиума ВС РСФСР от 2 марта 1964 года из части Боровичского и Пестовского сельских районов был образован Любытинский сельский район. В него вошли бывшие Дрегельский и Любытинский районы. Указом Президиума ВС РСФСР от 12 января 1965 года были упразднены промышленные районы, а сельские преобразованы в административно-территориальные районы, из Пестовского района был восстановлен Хвойнинский район, также этим указам было утверждено решение Новгородского облисполкома от 11 декабря 1964 года о преобразовании рабочего посёлка Пестово в город, Пестовский район восстановлен в нынешних границах. В его состав вошли город Пестово и сельсоветы Барсанихский, Беззубцевский, Богословский, Быковский, Воскресенский, Гуськовский, Ёлкинский, Коровинский, Лаптевский, Осиповский, Охонский, Пестовский, Погореловский, Почугинский, Семытинский, Сорокинский, Тарасовский, Усть-Кировский и Устюцкий.
28 марта 1977 года были упразднены Коровинский и Сорокинский с/с.
5 мая 1978 года Гуськовский с/с был переименован в Вятский, Осиповский — в Абросовский, Усть-Кировский — в Вотросский.
Законом Новгородской области от 28 октября 2013 года № 355-ОЗ образован хутор Мошниково.

## Население
| 2002    | 2009    | 2010    | 2012    | 2013    | 2014    | 2015    |
| ------- | ------- | ------- | ------- | ------- | ------- | ------- |
| 23 931  | ↘22 306 | ↘21 676 | ↘21 512 | ↘21 298 | ↗21 393 | ↘21 136 |
| 2016    | 2017    | 2018    | 2019    | 2020    | 2021    |         |
| ↘20 934 | ↘20 683 | ↘20 395 | ↘20 110 | ↘19 865 | ↘18 785 |         |

### Урбанизация
В городских условиях (город Пестово) проживают 74,7 % населения района.

### Национальный состав
По итогам переписи населения 2020 года проживали следующие национальности (национальности менее 0,1 % и другое, см. в сноске к строке «Другие»):
| Национальность | Численность, чел. | Доля     |
| -------------- | ----------------- | -------- |
| Русские        | 17 144            | 91,26 %  |
| Азербайджанцы  | 151               | 0,80 %   |
| Украинцы       | 100               | 0,53 %   |
| Таджики        | 69                | 0,37 %   |
| Узбеки         | 68                | 0,36 %   |
| Цыгане         | 43                | 0,23 %   |
| Татары         | 40                | 0,21 %   |
| Чеченцы        | 37                | 0,20 %   |
| Белорусы       | 27                | 0,14 %   |
| Другие         | 1106              | 5,90 %   |
| Итого          | 18 785            | 100,00 % |

## Административно-муниципальное устройство
В Пестовский район в рамках административно-территориального устройства входит 1 город районного значения (Пестово) и 7 поселений как административно-территориальных единиц области.
В рамках муниципального устройства, одноимённый Пестовский муниципальный район включает 8 муниципальных образований, в том числе 1 городское поселение и 7 сельских:
| № | Муниципальное образование       | Административный центр  | Количество населённых пунктов | Население (чел.) | Площадь (км²) |
| - | ------------------------------- | ----------------------- | ----------------------------- | ---------------- | ------------- |
| 1 | Пестовское городское поселение  | город Пестово           | 1                             | ↘14 032          | 15,09         |
| 2 | Богословское сельское поселение | деревня Богослово       | 54                            | ↘945             | 385,27        |
| 3 | Быковское сельское поселение    | деревня Быково          | 38                            | ↘705             | 288,63        |
| 4 | Вятское сельское поселение      | деревня Вятка           | 12                            | ↗519             | 99,86         |
| 5 | Лаптевское сельское поселение   | деревня Лаптево         | 19                            | ↘310             | 262,95        |
| 6 | Охонское сельское поселение     | деревня Охона           | 20                            | ↘558             | 198,91        |
| 7 | Пестовское сельское поселение   | деревня Русское Пестово | 31                            | ↗1126            | 577,32        |
| 8 | Устюцкое сельское поселение     | деревня Устюцкое        | 30                            | ↘590             | 282,41        |

### Населённые пункты
В Пестовском районе 204 населённых пунктов.
| №   | Населённый пункт     | Тип                     | Население | Муниципальное образование       |
| --- | -------------------- | ----------------------- | --------- | ------------------------------- |
| 1   | Абросово             | деревня                 | ↘43       | Богословское сельское поселение |
| 2   | Абросово             | железнодорожная станция | ↘136      | Богословское сельское поселение |
| 3   | Авдеево              | деревня                 | 9         | Вятское сельское поселение      |
| 4   | Акинькино            | деревня                 | →1        | Богословское сельское поселение |
| 5   | Александрово         | деревня                 | 0         | Пестовское сельское поселение   |
| 6   | Алексеиха            | деревня                 | 16        | Вятское сельское поселение      |
| 7   | Алехново             | деревня                 | 4         | Лаптевское сельское поселение   |
| 8   | Аммочино             | деревня                 | 9         | Охонское сельское поселение     |
| 9   | Анисимово            | деревня                 | 29        | Лаптевское сельское поселение   |
| 10  | Анисимцево           | деревня                 | 81        | Быковское сельское поселение    |
| 11  | Аншутино             | деревня                 | 0         | Устюцкое сельское поселение     |
| 12  | Астахино             | деревня                 | 2         | Охонское сельское поселение     |
| 13  | Афимцево             | деревня                 | 136       | Пестовское сельское поселение   |
| 14  | Барсаниха            | деревня                 | 155       | Устюцкое сельское поселение     |
| 15  | Барыгино             | деревня                 | ↘7        | Богословское сельское поселение |
| 16  | Беззубцево           | деревня                 | 96        | Лаптевское сельское поселение   |
| 17  | Бельково             | деревня                 | ↘3        | Богословское сельское поселение |
| 18  | Берёзовик            | деревня                 | 0         | Быковское сельское поселение    |
| 19  | Бибиково             | деревня                 | 26        | Быковское сельское поселение    |
| 20  | Богослово            | деревня                 | ↘235      | Богословское сельское поселение |
| 21  | Большая Горка        | деревня                 | 3         | Лаптевское сельское поселение   |
| 22  | Бор                  | деревня                 | 2         | Устюцкое сельское поселение     |
| 23  | Борисовка            | деревня                 | 4         | Охонское сельское поселение     |
| 24  | Борисово             | деревня                 | 2         | Пестовское сельское поселение   |
| 25  | Борихино             | деревня                 | 31        | Пестовское сельское поселение   |
| 26  | Борки                | деревня                 | 0         | Устюцкое сельское поселение     |
| 27  | Бревённое            | деревня                 | 8         | Пестовское сельское поселение   |
| 28  | Брызгово             | деревня                 | 4         | Лаптевское сельское поселение   |
| 29  | Брякуново            | деревня                 | ↘279      | Богословское сельское поселение |
| 30  | Быково               | деревня                 | 350       | Быковское сельское поселение    |
| 31  | Быково               | деревня                 | 0         | Вятское сельское поселение      |
| 32  | Варахино             | деревня                 | ↗9        | Богословское сельское поселение |
| 33  | Васильково           | деревня                 | 0         | Быковское сельское поселение    |
| 34  | Ветка                | деревня                 | →0        | Богословское сельское поселение |
| 35  | Владимирово          | деревня                 | 0         | Лаптевское сельское поселение   |
| 36  | Воробьёво            | деревня                 | 0         | Пестовское сельское поселение   |
| 37  | Воскресенское        | деревня                 | 3         | Быковское сельское поселение    |
| 38  | Вотроса              | деревня                 | 62        | Пестовское сельское поселение   |
| 39  | Высокие              | деревня                 | 1         | Быковское сельское поселение    |
| 40  | Высоково             | деревня                 | ↘11       | Богословское сельское поселение |
| 41  | Вятка                | деревня                 | 391       | Вятское сельское поселение      |
| 42  | Глухачи              | деревня                 | 9         | Лаптевское сельское поселение   |
| 43  | Гора                 | деревня                 | ↘6        | Богословское сельское поселение |
| 44  | Горбухино            | деревня                 | ↗2        | Богословское сельское поселение |
| 45  | Горка                | деревня                 | 14        | Вятское сельское поселение      |
| 46  | Гусево               | деревня                 | 42        | Устюцкое сельское поселение     |
| 47  | Гуськи               | деревня                 | 20        | Вятское сельское поселение      |
| 48  | Дедово               | деревня                 | 9         | Быковское сельское поселение    |
| 49  | Деревня имени Ленина | деревня                 | 7         | Пестовское сельское поселение   |
| 50  | Дехино               | деревня                 | 0         | Охонское сельское поселение     |
| 51  | Дмитровское          | деревня                 | ↗3        | Богословское сельское поселение |
| 52  | Дмитровское          | посёлок                 | ↗17       | Богословское сельское поселение |
| 53  | Драчёво              | деревня                 | ↘7        | Богословское сельское поселение |
| 54  | Дуброво 1-е          | деревня                 | 3         | Пестовское сельское поселение   |
| 55  | Дуброво              | деревня                 | 32        | Устюцкое сельское поселение     |
| 56  | Дунёвка              | деревня                 | ↘13       | Богословское сельское поселение |
| 57  | Дунёвка              | железнодорожная станция | →12       | Богословское сельское поселение |
| 58  | Дунилово             | деревня                 | ↘20       | Богословское сельское поселение |
| 59  | Езжино               | деревня                 | →0        | Богословское сельское поселение |
| 60  | Ёлкино               | деревня                 | 43        | Быковское сельское поселение    |
| 61  | Ельничное            | деревня                 | 21        | Быковское сельское поселение    |
| 62  | Ерёмино              | деревня                 | 45        | Охонское сельское поселение     |
| 63  | Ермаково             | деревня                 | 2         | Охонское сельское поселение     |
| 64  | Еськино              | деревня                 | ↘7        | Богословское сельское поселение |
| 65  | Жарки                | деревня                 | 6         | Лаптевское сельское поселение   |
| 66  | Заречье              | деревня                 | ↗7        | Богословское сельское поселение |
| 67  | Заручевье            | деревня                 | 13        | Пестовское сельское поселение   |
| 68  | Заручевье-1          | деревня                 | →8        | Богословское сельское поселение |
| 69  | Заручевье-2          | деревня                 | ↘0        | Богословское сельское поселение |
| 70  | Заюлино              | деревня                 | 0         | Охонское сельское поселение     |
| 71  | Знаменское           | деревня                 | 5         | Быковское сельское поселение    |
| 72  | Зуево                | деревня                 | 5         | Устюцкое сельское поселение     |
| 73  | Иваниково            | деревня                 | 10        | Быковское сельское поселение    |
| 74  | Ивановское           | деревня                 | 1         | Пестовское сельское поселение   |
| 75  | Иваньково            | деревня                 | 22        | Устюцкое сельское поселение     |
| 76  | Ивлево               | деревня                 | ↘10       | Богословское сельское поселение |
| 77  | Искриха              | деревня                 | 3         | Быковское сельское поселение    |
| 78  | Кадница              | деревня                 | 32        | Быковское сельское поселение    |
| 79  | Каменка              | деревня                 | 4         | Пестовское сельское поселение   |
| 80  | Карельское Пестово   | деревня                 | 11        | Вятское сельское поселение      |
| 81  | Карпелово            | деревня                 | 80        | Быковское сельское поселение    |
| 82  | Катешево             | деревня                 | 9         | Быковское сельское поселение    |
| 83  | Кирва                | деревня                 | ↗17       | Богословское сельское поселение |
| 84  | Климово              | деревня                 | 6         | Пестовское сельское поселение   |
| 85  | Климовщина           | деревня                 | ↘31       | Богословское сельское поселение |
| 86  | Княжёво              | деревня                 | 10        | Быковское сельское поселение    |
| 87  | Комзово              | деревня                 | 3         | Охонское сельское поселение     |
| 88  | Копачёво             | деревня                 | ↗19       | Богословское сельское поселение |
| 89  | Коровино             | деревня                 | 23        | Лаптевское сельское поселение   |
| 90  | Кошелиха             | деревня                 | 4         | Быковское сельское поселение    |
| 91  | Красная Горка        | деревня                 | 21        | Охонское сельское поселение     |
| 92  | Красная Заря         | деревня                 | 8         | Пестовское сельское поселение   |
| 93  | Креницы              | деревня                 | ↘1        | Богословское сельское поселение |
| 94  | Крутец               | деревня                 | 8         | Устюцкое сельское поселение     |
| 95  | Кузнецово            | деревня                 | 8         | Быковское сельское поселение    |
| 96  | Кузюпино             | деревня                 | 0         | Устюцкое сельское поселение     |
| 97  | Лаврово              | деревня                 | 5         | Устюцкое сельское поселение     |
| 98  | Ладожка              | деревня                 | 6         | Охонское сельское поселение     |
| 99  | Лаптево              | деревня                 | 159       | Лаптевское сельское поселение   |
| 100 | Лесная Поляна        | деревня                 | 1         | Быковское сельское поселение    |
| 101 | Лукинское            | деревня                 | 6         | Устюцкое сельское поселение     |
| 102 | Лямцино              | деревня                 | 21        | Пестовское сельское поселение   |
| 103 | Маклаково            | деревня                 | ↘0        | Богословское сельское поселение |
| 104 | Малашкино            | деревня                 | 7         | Устюцкое сельское поселение     |
| 105 | Малышево             | деревня                 | 7         | Быковское сельское поселение    |
| 106 | Маньково             | деревня                 | ↘11       | Богословское сельское поселение |
| 107 | Матрёшино            | деревня                 | 10        | Пестовское сельское поселение   |
| 108 | Медведево            | деревня                 | ↗13       | Богословское сельское поселение |
| 109 | Медведево            | деревня                 | 60        | Охонское сельское поселение     |
| 110 | Междуречье           | деревня                 | ↘3        | Богословское сельское поселение |
| 111 | Мелёстовка           | деревня                 | 15        | Охонское сельское поселение     |
| 112 | Мирово               | деревня                 | 25        | Пестовское сельское поселение   |
| 113 | Мокшеева Горка       | деревня                 | ↘6        | Богословское сельское поселение |
| 114 | Москотово            | деревня                 | ↗21       | Богословское сельское поселение |
| 115 | Мошниково            | хутор                   |           | Устюцкое сельское поселение     |
| 116 | Муравьёво            | деревня                 | 11        | Лаптевское сельское поселение   |
| 117 | Мышенец              | деревня                 | 0         | Лаптевское сельское поселение   |
| 118 | Мышкино              | деревня                 | 14        | Пестовское сельское поселение   |
| 119 | Назарьино            | деревня                 | ↘14       | Богословское сельское поселение |
| 120 | Нефедьево            | деревня                 | 10        | Устюцкое сельское поселение     |
| 121 | Нива                 | деревня                 | 16        | Быковское сельское поселение    |
| 122 | Нивы                 | деревня                 | 26        | Лаптевское сельское поселение   |
| 123 | Никулкино-1          | деревня                 | 39        | Быковское сельское поселение    |
| 124 | Новинка              | деревня                 | 59        | Вятское сельское поселение      |
| 125 | Новое Муравьёво      | деревня                 | 11        | Устюцкое сельское поселение     |
| 126 | Новое Раменье        | деревня                 | 9         | Быковское сельское поселение    |
| 127 | Новое Сихино         | деревня                 | ↗5        | Богословское сельское поселение |
| 128 | Новосёлки            | деревня                 | 2         | Пестовское сельское поселение   |
| 129 | Новочистка           | деревня                 | 0         | Устюцкое сельское поселение     |
| 130 | Оборнево             | деревня                 | 23        | Лаптевское сельское поселение   |
| 131 | Одинцово             | деревня                 | →3        | Богословское сельское поселение |
| 132 | Осипово              | деревня                 | ↘48       | Богословское сельское поселение |
| 133 | Осипово              | деревня                 | 0         | Лаптевское сельское поселение   |
| 134 | Остров               | деревня                 | ↗4        | Богословское сельское поселение |
| 135 | Охона                | деревня                 | 358       | Охонское сельское поселение     |
| 136 | Пальцево             | деревня                 | 5         | Устюцкое сельское поселение     |
| 137 | Паньково             | деревня                 | ↘4        | Богословское сельское поселение |
| 138 | Пестово              | город                   | ↘14 032   | Пестовское городское поселение  |
| 139 | Петровское           | деревня                 | 4         | Быковское сельское поселение    |
| 140 | Пикалиха             | деревня                 | 32        | Пестовское сельское поселение   |
| 141 | Пирогово             | деревня                 | →0        | Богословское сельское поселение |
| 142 | Плави                | деревня                 | 13        | Устюцкое сельское поселение     |
| 143 | Плёсо                | деревня                 | 11        | Пестовское сельское поселение   |
| 144 | Плоское              | деревня                 | 5         | Быковское сельское поселение    |
| 145 | Плотникова Горка     | деревня                 | 0         | Пестовское сельское поселение   |
| 146 | Плющёво              | деревня                 | ↘4        | Богословское сельское поселение |
| 147 | Погорелово           | деревня                 | 121       | Быковское сельское поселение    |
| 148 | Погорелово           | деревня                 | 145       | Устюцкое сельское поселение     |
| 149 | Поддубье             | деревня                 | 9         | Охонское сельское поселение     |
| 150 | Подколотиково        | деревня                 | 0         | Быковское сельское поселение    |
| 151 | Подлипье             | деревня                 | ↘10       | Богословское сельское поселение |
| 152 | Пономарёво           | деревня                 | 35        | Пестовское сельское поселение   |
| 153 | Поповка              | деревня                 | 0         | Пестовское сельское поселение   |
| 154 | Попово               | деревня                 | 41        | Пестовское сельское поселение   |
| 155 | Посёлок              | деревня                 | 12        | Богословское сельское поселение |
| 156 | Потулово             | деревня                 | ↘22       | Богословское сельское поселение |
| 157 | Почугинское          | деревня                 | 106       | Охонское сельское поселение     |
| 158 | Приданиха            | деревня                 | 1         | Быковское сельское поселение    |
| 159 | Приданиха            | железнодорожная станция | 4         | Быковское сельское поселение    |
| 160 | Прокудино            | деревня                 | ↗21       | Богословское сельское поселение |
| 161 | Пустошка             | деревня                 | ↗6        | Богословское сельское поселение |
| 162 | Русское Пестово      | деревня                 | 372       | Пестовское сельское поселение   |
| 163 | Рыбаково             | деревня                 | 24        | Устюцкое сельское поселение     |
| 164 | Рылово               | деревня                 | 3         | Быковское сельское поселение    |
| 165 | Сахино               | деревня                 | 3         | Лаптевское сельское поселение   |
| 166 | Свобода              | деревня                 | 5         | Пестовское сельское поселение   |
| 167 | Семытино             | деревня                 | 176       | Пестовское сельское поселение   |
| 168 | Сидорово             | деревня                 | 2         | Вятское сельское поселение      |
| 169 | Сомино               | деревня                 | ↗1        | Богословское сельское поселение |
| 170 | Сорокино             | деревня                 | ↘16       | Богословское сельское поселение |
| 171 | Спирово              | деревня                 | 13        | Быковское сельское поселение    |
| 172 | Старое Попово        | деревня                 | 3         | Устюцкое сельское поселение     |
| 173 | Старое Раменье       | деревня                 | 24        | Быковское сельское поселение    |
| 174 | Старое Сихино        | деревня                 | ↗38       | Богословское сельское поселение |
| 175 | Староселье           | деревня                 | 25        | Пестовское сельское поселение   |
| 176 | Стинькино            | деревня                 | ↘19       | Богословское сельское поселение |
| 177 | Столбское            | деревня                 | 17        | Устюцкое сельское поселение     |
| 178 | Строитель            | деревня                 | 13        | Быковское сельское поселение    |
| 179 | Тарасово             | деревня                 | ↘4        | Богословское сельское поселение |
| 180 | Тетерино             | деревня                 | 5         | Устюцкое сельское поселение     |
| 181 | Тимофеево            | деревня                 | 30        | Пестовское сельское поселение   |
| 182 | Токарёво             | деревня                 | ↘17       | Богословское сельское поселение |
| 183 | Томарово             | деревня                 | 0         | Устюцкое сельское поселение     |
| 184 | Требесово            | деревня                 | 0         | Вятское сельское поселение      |
| 185 | Тычкино              | деревня                 | ↘0        | Богословское сельское поселение |
| 186 | Угумоново            | деревня                 | 0         | Охонское сельское поселение     |
| 187 | Улома                | деревня                 | 17        | Устюцкое сельское поселение     |
| 188 | Устроиха             | деревня                 | 24        | Устюцкое сельское поселение     |
| 189 | Устье                | деревня                 | 37        | Устюцкое сельское поселение     |
| 190 | Устье-Кировское      | деревня                 | 33        | Пестовское сельское поселение   |
| 191 | Устюцкое             | деревня                 | 184       | Устюцкое сельское поселение     |
| 192 | Федово               | деревня                 | 10        | Вятское сельское поселение      |
| 193 | Федово               | деревня                 | 51        | Охонское сельское поселение     |
| 194 | Фёдоровщина          | деревня                 | 5         | Лаптевское сельское поселение   |
| 195 | Финьково             | деревня                 | 0         | Охонское сельское поселение     |
| 196 | Хапцы                | деревня                 | 0         | Быковское сельское поселение    |
| 197 | Харламово            | деревня                 | 5         | Охонское сельское поселение     |
| 198 | Хмелевичи            | деревня                 | 3         | Быковское сельское поселение    |
| 199 | Чепурино             | деревня                 | 35        | Лаптевское сельское поселение   |
| 200 | Чёрное               | деревня                 | 22        | Лаптевское сельское поселение   |
| 201 | Шаймы                | деревня                 | 5         | Быковское сельское поселение    |
| 202 | Щукина Гора          | деревня                 | 12        | Устюцкое сельское поселение     |
| 203 | Эваново              | деревня                 | 5         | Вятское сельское поселение      |
| 204 | Юхино                | деревня                 | 8         | Охонское сельское поселение     |

Упразднённые наслённые пункты
- 2025 год — деревня Токарёво (Быковское сельское поселение)

## Экономика
На 01.01.2019 года зарегистрировано 358 средних и крупных предприятий, из них в государственной и муниципальной собственности 76, в частной — 260, общественных и религиозных предприятий — 14, в смешанной российской собственности — 5, в совместной российской и иностранной — 1. За 2018 год промышленными предприятиями Пестовского района отгружено продукции на общую сумму 2214,04 млн.руб. Среднесписочная численность работников, занятых в экономике на средних и крупных предприятиях за 11 месяцев 2018 года составила 2599 человек, что на 5,8 % больше аналогичного периода 2017 года. Средняя заработная плата на предприятиях Пестовского района составила 29138,7 руб. (темп роста к аналогичному периоду прошлого года — 104,92 %). Объём инвестиций в основной капитал предприятий района за 9 месяцев 2018 года увеличился в 2,2 раза и составил 368,18 млн.руб.
Малый бизнес является основной составляющей частью экономики района. В 2018 году осуществляли деятельность 166 малых предприятий. На 01.01.2019 года зарегистрирован 721 индивидуальный предприниматель. Отраслевая структура малого предпринимательства Пестовского района характеризуется высокой долей деревообрабатывающего производства (37,53 %), на втором месте предприятия, занимающиеся строительством (19,68 %), на третьем месте торговля, общественное питание, ремонт транспортных средств и деятельность гостиниц (17,85 %). В последние годы малый бизнес активно осваивает сферу бытовых и жилищных услуг, дополнительного образования детей и развлечений.

## Транспорт

### Железные дороги
Железнодорожные пути Октябрьской железной дороги:
- Санкт-Петербург — Мга — Кириши — Неболчи — Хвойная — Кабожа — Пестово — Сонково — Москва (Москва Савел.)

Железнодорожные станции
1. Пестово
2. Абросово
3. Бугры